# Boeing Pelican
Pelican — неосуществлённый проект тяжёлого транспортного летательного аппарата, использующего экранный эффект, исследуемый концерном Boeing (исследовательское подразделение Phantom Works). Полное название — Pelican ULTRA (Ultra Large TRansport Aircraft — сверхтяжёлый транспортный летательный аппарат).

## Концепция
Главным назначением Pelican должна была стать переброска военных подразделений американской армии со всем вооружением. Во время операции в Ираке (2003 г.) переброска одной дивизии требовала до 30 суток, из-за того, что тяжёлое вооружение приходилось подвозить морем. Использование Pelican должно снизить этот показатель до 5 суток, то есть за 30 суток возможна переброска не менее пяти дивизий, что должно кардинально увеличить мобильность американской армии.
При разработке концепции исследовались разные решения — быстроходные морские паромы, аэростатические системы, экранопланы с морским и сухопутным стартом. Суда были отвергнуты по причине невозможности кардинально увеличить их скорость (даже самые быстроходные морские паромы фирмы Incat не развивают скорость выше 90-100км/ч). Дирижабли тоже не удовлетворяли по скоростным характеристикам (до 200 км/ч), а главное — из-за метеозависимости и необходимости создавать отдельную инфраструктуру для них. От морских экранопланов (по типу создаваемых в СССР/России) в Boeing отказались из-за их особенностей — неоптимальная форма крыла, проблемы с устойчивостью, проблемы с мореходностью и стартом с воды. В то же время сухопутный аппарат мог бы действовать с существующих аэродромов, иметь более «чистые» аэродинамические формы, меньшую потребную мощность двигателей, большие возможности вне действия экрана.

## Разработка
Предполагалось, что опытный образец будет создан не ранее 2015 г., а в эксплуатацию машина поступит не ранее 2020-х гг. Кроме военных её могли бы эксплуатировать и гражданские заказчики. Фирма Boeing утверждала, что аппарат может быть создан с применением уже существующих технологий и не потребует долгих разработок. Исследовались аппараты взлётной массой 1600, 2700 и 4500 т. Второй и был выбран для разработки. Ожидаемая грузоподъёмность должна была достигнуть 1200 т.
Аппарат должен был иметь относительно простые формы с прямоугольным сечением фюзеляжа и двумя загрузочными люками в носу и корме. Фюзеляж длиной 122 м должен иметь двухпалубную конструкцию с размещением на нижней палубе 100 морских 20-футовых контейнеров в два яруса, 50 — на верхней палубе в один ярус и ещё 40 — в корневых секциях крыльев. За один раз аппарат смог бы поднять 17 танков М1 Абрамс (при том что самые тяжёлые транспортные самолёты США — С5 Гэлакси и С17 Глоубмастер III — поднимают не больше 1 за раз). Фюзеляж негерметизирован, кабина пилотов располагается впереди в отдельном блистере, она герметизирована.
Аппарат должен был иметь высокорасположенное прямое крыло относительно большого удлинения с размахом до 152 м, хордой до 30 м и площадью свыше 4000 м². Концевые части крыла имеют отрицательное V, для усиления действия экранного эффекта (шатровое крыло). На крыле располагаются 4 спаренные мотогондолы с 2 двумя газотурбинными двигателями каждая, и двумя соосными многолопастными винтами (диаметр 15м). Предполагается использование морских ГТД, созданных на базе двигателя CF6, с мощностью установки 60-80 тыс. л. с. Предполагалось, что концевые части крыльев будут выполнены складными для удобства работы на земле. Хвостовое оперение классическое самолётное с прямоугольными плоскостями и низкорасположенным стабилизатором — такая схема выбрана для уменьшения веса, а проблему устойчивости должна решать электродистанционная система управления. Также предполагалось оборудование задней кромки крыла посадочной механизацией по всему размаху — многостоечное шасси делает затруднительным отрыв аппарата от ВПП. Стреловидность по задней кромке в центральной части крыла нулевая, в концевых частях отрицательная.
Самолёт должен был иметь шасси с 38 поворотными стойками со спаренными колёсами, что должно было обеспечить нагрузку на ВПП сравнимую с нынешними самолётами. Полагалось, что взлётная дистанция также не превысит 2200 м.
Аппарат должен был совершать полёт на высоте 7-17 м над морем, имея возможность подниматься на высоту 6000 м для полётов над сушей или обхода штормов. Максимальная скорость ― 724 км/ч, тогда как крейсерская ― не выше 460 км/ч. В экранном режиме аппарат мог бы доставлять максимальную нагрузку на расстояние 10 тысяч морских миль, тогда как в свободном полёте (несмотря на эффективность сравнимую с В747) эта число снижается до 6500 миль.
Последнее официальное упоминание датируется 2003 годом.